# Lühe (Jork)
Lühe (niederdeutsch Lüh) ist ein Dorf im Alten Land und gehört zur Einheitsgemeinde Jork.

## Geographie
Lühe gehört zur Gemeinde Jork und zum Ortsteil Borstel. Im Osten grenzt Lühe an den Ortsteil Wisch, im Westen an die Samtgemeinde Lühe und den Ortsteil Höhen. Im Norden und im Westen ist das Dorf durch die Flüsse Elbe und Lühe, die dem Ortsteil seinen Namen gab, begrenzt.

## Geschichte
Wie das gesamte Alte Land ist auch Lühe durch den Obstbau geprägt. Verglichen zu den Nachbarortsteilen ist Lühe eher eng bebaut. Zwischen den Obsthöfen befinden sich die Häuser, die früher von Schiffern, Handwerkern und Gewerbetreibenden bewohnt wurden. Die Dampferbrücke über die Lühe wurde 1962 durch das Lühesperrwerk ersetzt, dadurch war der einst schwierige Weg in die Hansestadt Stade nun kein größeres Problem mehr. Doch da die Bevölkerung nun schneller in die umliegenden Städte kam, wurden einige kleinere Geschäfte geschlossen.
Der Leuchtturm Mielstack wurde 2010 durch ein neues Unterfeuer ersetzt und durch das Wasser- und Schifffahrtsamt grau angemalt. Von einigen wird er, als „Eifelturm“ von Lühe bezeichnet.

## Fremdenverkehr
Schon seit langer Zeit ist Lühe das Ausflugsziel vieler, besonders aus der Großstadt Hamburg kommen alljährlich tausende von Urlaubern in das kleine Dorf an der Lühe.
In dem Buch 750 Jahre Jork-Borstel wird Lühe so beschrieben:
„Es gibt wohl kaum ein lieblicheres Stück Erde im Niedersachsenland als hier an der Lühemündung. Vom Elbdeich überschaut man die weite glitzernde Wasserfläche der Niederelbe, die kein Strom mehr und doch noch nicht ganz offene See ist, mit den mächtigen Überseeschiffen, den flinken Segel- und den winzigen Paddelbooten, und dann landeinwärts die fruchtbare Marsch im Blütenschmuck mit den hübsch rot-weiß-grünen Häusern und den schönen Vorgärten davor. Und weiter schweift der Blick elbaufwärts nach dem hohen holsteinischen Elbufer, hinter dem sich in dunstiger Ferne die Weltstadt verbirgt, und elbabwärts bis Brunshausen an der Schwingemündung.“ (Carl Röper: 750 Jahre Jork-Borstel)

## Sprüche
Ein beliebter, plattdeutscher Spruch bei den älteren Bewohnern heißt: „Lüh boben, Lüh boben Rest in Schietgroben.“
Und da es bei den Festen immer ordentlich zuging, gibt es sogar ein Lüher Lied:
"De sick bi Steinhoff lött wat ut, de flüggt soglik tom Saal herut."